# قهرمانی جودو آسیا-اقیانوسیه ۲۰۲۱
قهرمانی جودو آسیا ۲۰۲۱ بیست و نهمین دوره از رقابت‌های قهرمانی آسیا می‌باشد که از ۶ تا ۹ آوریل ۲۰۲۱ در بیشکک، قرقیزستان برگزار گردید.

## خلاصه مدال‌ها

### مردان
| رویداد                | طلا                         | نقره                                | برنز                                |
| خیلی سبک‌وزن ۶۰− ک‌گ    | نائوهیسا تاکاتو · ژاپن      | یانگ یونگ-وی · تایوان               | Lee Ha-rim · کرهٔ جنوبی              |
| خیلی سبک‌وزن ۶۰− ک‌گ    | نائوهیسا تاکاتو · ژاپن      | یانگ یونگ-وی · تایوان               | Kubanychbek Aibek Uulu · قرقیزستان  |
| نیمه سبک‌وزن ۶۶− ک‌گ    | Sardor Nurillaev · ازبکستان | آن باول · کرهٔ جنوبی                 | Kim Lim-hwan · کرهٔ جنوبی            |
| نیمه سبک‌وزن ۶۶− ک‌گ    | Sardor Nurillaev · ازبکستان | آن باول · کرهٔ جنوبی                 | Yeldos Zhumakanov · قزاقستان        |
| سبک‌وزن ۷۳− ک‌گ         | آن چانگ-ریم · کرهٔ جنوبی     | سامان محمدبکوف · تاجیکستان          | Victor Scvortov · امارات متحدهٔ عربی |
| سبک‌وزن ۷۳− ک‌گ         | آن چانگ-ریم · کرهٔ جنوبی     | سامان محمدبکوف · تاجیکستان          | Qing Daga · چین                     |
| نیمه میان‌وزن ۸۱− ک‌گ   | Vladimir Zoloev · قرقیزستان | Lee Moon-jin · کرهٔ جنوبی            | Sharofiddin Boltaboev · ازبکستان    |
| نیمه میان‌وزن ۸۱− ک‌گ   | Vladimir Zoloev · قرقیزستان | Lee Moon-jin · کرهٔ جنوبی            | سعید ملایی · مغولستان               |
| میان‌وزن ۹۰− ک‌گ        | دولت بابانوف · ازبکستان     | شویچیرو موکای · ژاپن                | گواک دونگ-هان · کرهٔ جنوبی           |
| میان‌وزن ۹۰− ک‌گ        | دولت بابانوف · ازبکستان     | شویچیرو موکای · ژاپن                | Komronshokh Ustopiriyon · تاجیکستان |
| نیمه سنگین‌وزن ۱۰۰− ک‌گ | آرون وولف · ژاپن            | Mukhammadkarim Khurramov · ازبکستان | مظفربک توروبویف · ازبکستان          |
| نیمه سنگین‌وزن ۱۰۰− ک‌گ | آرون وولف · ژاپن            | Mukhammadkarim Khurramov · ازبکستان | Erihemubatu · چین                   |
| سنگین‌وزن ۱۰۰+ ک‌گ      | هیسایوشی هاراساوا · ژاپن    | کیم مین جونگ (جودوکار) · کرهٔ جنوبی  | Kim Sung-min · کرهٔ جنوبی            |
| سنگین‌وزن ۱۰۰+ ک‌گ      | هیسایوشی هاراساوا · ژاپن    | کیم مین جونگ (جودوکار) · کرهٔ جنوبی  | تیمور رحیموف · تاجیکستان            |

### زنان
| رویداد               | طلا                            | نقره                            | برنز                             |
| خیلی سبک‌وزن ۴۸− ک‌گ   | لی یانان · چین                 | Abiba Abuzhakynova · قزاقستان   | Lin Chen-hao · تایوان            |
| خیلی سبک‌وزن ۴۸− ک‌گ   | لی یانان · چین                 | Abiba Abuzhakynova · قزاقستان   | Gulnur Muratbaeva · ازبکستان     |
| نیمه سبک‌وزن ۵۲− ک‌گ   | Park Da-sol · کرهٔ جنوبی        | دیورا کلدیورووا · ازبکستان      | Sita Kadamboeva · ازبکستان       |
| نیمه سبک‌وزن ۵۲− ک‌گ   | Park Da-sol · کرهٔ جنوبی        | دیورا کلدیورووا · ازبکستان      | Hsu Lin-hsuan · تایوان           |
| سبک‌وزن ۵۷− ک‌گ        | لو تونگجوان · چین              | کیم جی سو (جودوکار) · کرهٔ جنوبی | Sevara Nishanbayeva · قزاقستان   |
| سبک‌وزن ۵۷− ک‌گ        | لو تونگجوان · چین              | کیم جی سو (جودوکار) · کرهٔ جنوبی | Nilufar Ermaganbetova · ازبکستان |
| نیمه میان‌وزن ۶۳− ک‌گ  | Han Hee-ju · کرهٔ جنوبی         | Katharina Haecker · استرالیا    | Cho Mok-hee · کرهٔ جنوبی          |
| نیمه میان‌وزن ۶۳− ک‌گ  | Han Hee-ju · کرهٔ جنوبی         | Katharina Haecker · استرالیا    | یانگ جونشیا · چین                |
| میان‌وزن ۷۰− ک‌گ       | Gulnoza Matniyazova · ازبکستان | Kim Seong-yeon · کرهٔ جنوبی      | Aoife Coughlan · استرالیا        |
| میان‌وزن ۷۰− ک‌گ       | Gulnoza Matniyazova · ازبکستان | Kim Seong-yeon · کرهٔ جنوبی      | سون شیائوچیان · چین              |
| نیمه سنگین‌وزن ۷۸− ک‌گ | یون هیون جی · کرهٔ جنوبی        | ما ژنژائو · چین                 | Lee Jeong-yun · کرهٔ جنوبی        |
| نیمه سنگین‌وزن ۷۸− ک‌گ | یون هیون جی · کرهٔ جنوبی        | ما ژنژائو · چین                 | چن فی · چین                      |
| سنگین‌وزن ۷۸+ ک‌گ      | Xu Shiyan · چین                | Wang Yan · چین                  | Han Mi-jin · کرهٔ جنوبی           |
| سنگین‌وزن ۷۸+ ک‌گ      | Xu Shiyan · چین                | Wang Yan · چین                  | کیم ها یون (جودوکار) · کرهٔ جنوبی |

### مزدوج
| رویداد | طلا       | نقره     | برنز     |
| تیمی   | کره جنوبی | قزاقستان | چین      |
| تیمی   | کره جنوبی | قزاقستان | ازبکستان |

## جدول مدال‌ها
| رتبه            | کشور              | طلا | نقره | برنز | مجموع |
| --------------- | ----------------- | --- | ---- | ---- | ----- |
| ۱               | کرهٔ جنوبی         | ۵   | ۵    | ۸    | ۱۸    |
| ۲               | ازبکستان          | ۳   | ۲    | ۶    | ۱۱    |
| ۲               | چین               | ۳   | ۲    | ۶    | ۱۱    |
| ۴               | ژاپن              | ۳   | ۱    | ۰    | ۴     |
| ۵               | قرقیزستان         | ۱   | ۰    | ۱    | ۲     |
| ۶               | قزاقستان          | ۰   | ۲    | ۲    | ۴     |
| ۷               | تاجیکستان         | ۰   | ۱    | ۲    | ۳     |
| ۷               | تایوان            | ۰   | ۱    | ۲    | ۳     |
| ۹               | استرالیا          | ۰   | ۱    | ۱    | ۲     |
| ۱۰              | امارات متحدهٔ عربی | ۰   | ۰    | ۱    | ۱     |
| ۱۰              | مغولستان          | ۰   | ۰    | ۱    | ۱     |
| مجموع (۱۱ کشور) | مجموع (۱۱ کشور)   | ۱۵  | ۱۵   | ۳۰   | ۶۰    |